# Galina Prozumienszczikowa
Galina Nikołajewna Prozumienszczikowa, po mężu Stiepanowa i Iwannikowa (ros. Галина Николаевна Прозуменщикова, po mężu Степанова, Иванникова; ur. 26 listopada 1948 w Sewastopolu, zm. 19 lipca 2015 w Moskwie) – rosyjska pływaczka specjalizująca się w stylu klasycznym, pięciokrotna medalistka olimpijska i trzykrotna mistrzyni Europy, była rekordzistka świata.

## Życiorys
W 1964 roku na Letnich Igrzyskach Olimpijskich w Tokio zdobyła złoty medal jako pierwsza sowiecka pływaczka. Zdobyła dwa srebrne i dwa brązowe medale na Letnich Igrzyskach w latach 1968-1972, a także ustanowiła pięć rekordów świata w swojej karierze sportowej. Później powróciła do sportu jako trenerka pływania. W 1977 roku została wprowadzona do International Swimming Hall of Fame. Zmarła 19 lipca 2015 roku, a jej ciało zostało skremowane. Pochowana na Cmentarzu Wagańkowskim w Moskwie.

## Odznaczenia
- 1972: Order Czerwonego Sztandaru Pracy[4][5][6].
- 1993: Order Przyjaźni Narodów[4][5].
- Medal „Za pracowniczą wybitność” (dwukrotnie)[4][5].